# Ester Riwkin
Ester Riwkin, ursprungligen Pettersson, född 8 oktober 1904 i Adolf Fredriks församling, Stockholm, död 18 augusti 1972 i Oscars församling, Stockholm, var en svensk översättare, författare, förläggare och restauratör.

## Biografi
Ester Riwkin dotter till fartygskonstruktören Carl Gustaf Pettersson. 1931–35 var hon med i gruppen som drev tidskriften och bokförlaget Spektrum. Hon var gift med en annan medlem i kollektivet, Josef Riwkin, och var tidvis hälftenägare av bokförlaget Spektrum. Under och efter Spektrumtiden översatte hon flera ryska författare till svenska. Makarna Riwkin bodde i New York 1939–1951, och sedan i Paris till Josef Riwkins död 1965, varest de bedrev litterär verksamhet och restaurangrörelse.